# Pic Navarro
El Pic Navarro és un cim de 3.043 m d'altitud, amb una prominència de 30 m, que es troba a ponent del Pic de Maupas, al massís del perdiguero, entre la província d'Osca (Aragó) i el departament de l'Alta Garona (França).